# Robertson (Wyoming)
Robertson – jednostka osadnicza w Stanach Zjednoczonych, w stanie Wyoming, w hrabstwie Uinta.